# Dagobert Neuffer
Dagobert Neuffer (ursprünglich Neumann; * 17. Mai 1851 in Puchó, Ungarn (heute: Slowakei); † 12. November 1939 in Weimar) war ein deutscher Theaterschauspieler, -regisseur und -direktor ungarischer Herkunft. Er führte den Titel eines „Großherzoglichen Hofschauspielers“.

## Leben
Neuffer wurde in einem Dorf in der Nähe von Großbetschkerek im Banat als ältester Sohn des jüdischen Cantors und Lehrers Armin Neumann und dessen Frau Rosalie, geborene Mittler, geboren. Mit 17 Jahren verließ er das elterliche Haus Richtung Wien. Er besuchte die Kirschner’sche Theater-Akademie ebendort und wurde von Alexander Strakosch ausgebildet. Im Jahr 1871 gab er sein Debüt im bayerischen Regensburg. Weitere Stationen führten ihn über Preßburg und Graz ans Thalia Theater Hamburg und ans Hoftheater Berlin sowie nach Stuttgart. Am Cuvilliés-Theater in München hatte er einst einen Auftritt vor Ludwig II., König von Bayern. 1882 kam er ins böhmische Prag, wo er in der Hauptrolle als „Schiller“ in den Karlsschülern von Heinrich Laube glänzte. Wenig später aber überwarf er sich mit der Intendanz und wurde entlassen. Obwohl er erfolgreich einen Prozess auf Vertragseinhaltung führte, setzte er seine Tätigkeit in Prag nicht fort.

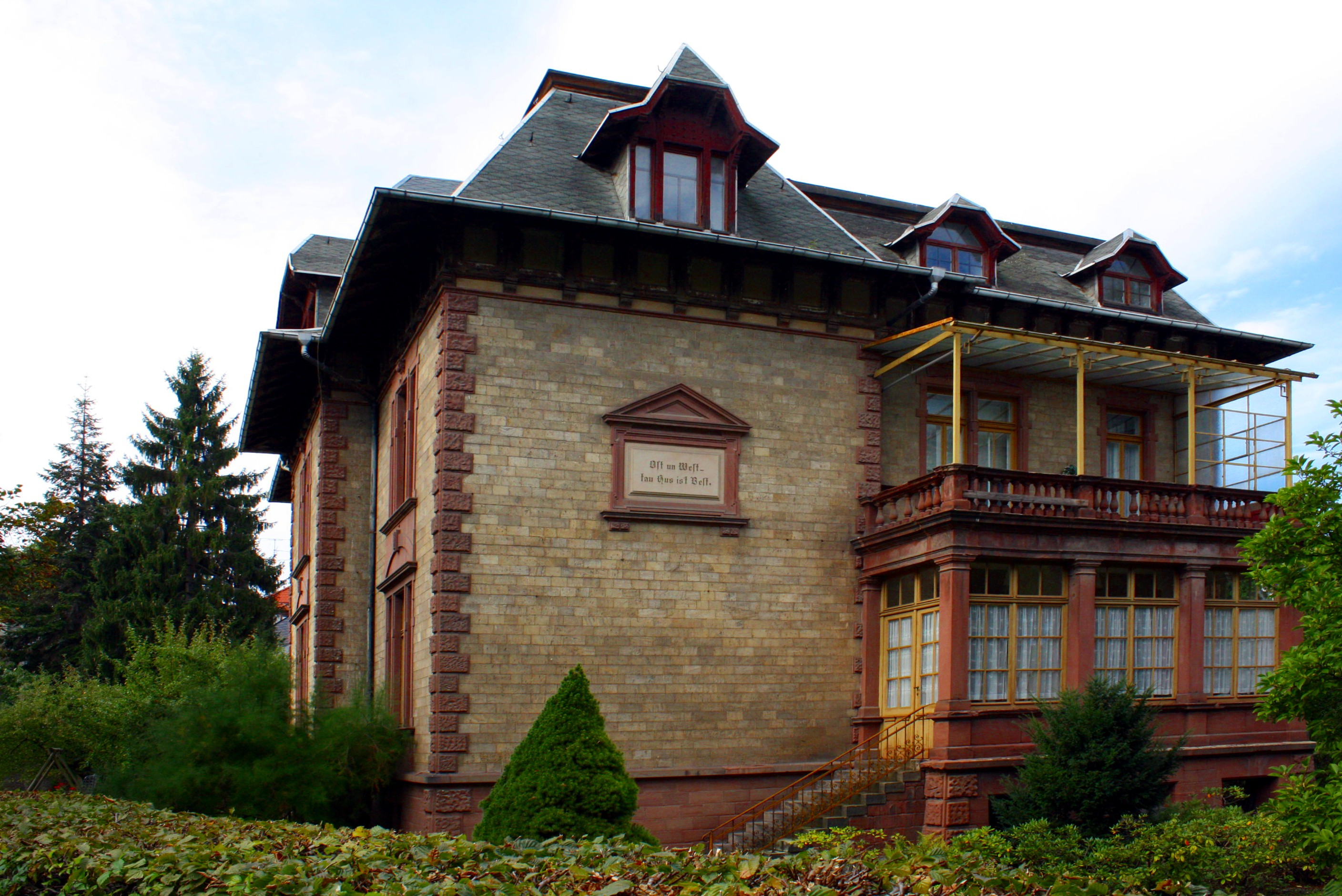
Ehemalige Villa der Familien Neuffer-Stavenhagen in Weimar (2014)

Für drei Jahre wurde er 1884 am Großherzoglichen Hoftheater Weimar engagiert. Seine erste Rolle war die des „Torquato Tasso“ im gleichnamigen Schauspiel Goethes. Renommee konnte er als Helden- und Liebhaberdarsteller sammeln, wie als „Romeo“ in Shakespeares Romeo und Julia und als „Don Carlos“ in Schillers Don Karlos. 1888 spielte er den „Marquis de Villemer“ im gleichnamigen Lustspiel Sands. 1890 übernahm er die Rolle des „Hamlet“ (Shakespeare) und ein Jahr darauf die des „Christoph Marlow“ (von Wildenbruch) in den jeweils gleichnamigen Trauerspielen. 1891 durfte er schließlich die Hauptrolle in Shakespeares Othello ausfüllen. Zu seinen Hauptrollen gehörten weiterhin „Posa“, „Ferdinand“, „Mortimer“, „Sansnom“, „Sittig“, „Melchthal“, „Tempelherr“, „Richard II.“, „Clavigo“, „Carl IX.“, „Gringoire“, „Lothar“ und „Menonit“. Während der Intendanz von August von Loën bewarb er sich um ein lebenslängliches Engagement. Dessen Nachfolger Hans Bronsart von Schellendorf ließ sich allerdings nur auf Mehrjahresverträge ein. Auch mit dem Oberregisseur Paul Brock kam es zu Rivalitäten.
Im Jahr 1895 übernahm er die Leitung des Stadt- und Sommertheaters Metz im Reichsland Elsaß-Lothringen sowie des Thaliatheaters Saarbrücken. Außerdem war er als Oberregisseur tätig. Trotz seiner leitenden Funktionen ließ er es sich nicht nehmen, weiterhin schauspielerisch in Erscheinung zu treten („Marquis Posa“, „Marc Anton“, „Hamlet“ und „Don Carlos“). 1907 verließ er das Haus und zog zurück nach Weimar. Während er in seiner aktiven Schauspielerzeit in der Villa Stavenhagen (Kurthstraße 18) bei seinen Schwiegereltern wohnte, waren die Neufferts ab 1906 Alleineigentümer des Objekts. Neuffer wat Mitglied der Stuttgarter Freimaurerloge Wilhelm zur aufgehenden Sonne.
Neuffer war ab 1891 mit der Schriftstellerin Hildegard Neuffer-Stavenhagen (1866–1939) verheiratet und Vater von vier Kindern. Er war somit ein Schwippschwager der Kammersängerin Agnes Stavenhagen. Seine Tochter Hilde (später Rawson) heiratete in erster Ehe den Violinvirtuosen Max Strub. Neuffer zählte zu den Künstlerfreunden Rudolf Steiners, seine Frau und er waren an Anthroposophie interessiert. Steiner stand bei seinem Sohn Harald Pate. Seine Söhne fielen im Ersten Weltkrieg, Hans-Armin († 1915) in der Winterschlacht in der Champagne und Harald († 1917) an der Ostfront.

## Auszeichnungen
- Königlicher Kronen-Orden, Ritter IV. Klasse (Preußen)
- Orden vom Zähringer Löwen, Ritter II. Klasse (Baden)
- Hausorden vom Weißen Falken, Ritter (Sachsen-Weimar-Eisenach)
- Goldene Ehejubiläums-Medaille (Sachsen-Weimar-Eisenach)